# Mourad Merzouki
Mourad Merzouki, nacido en 1973 en Lyon, en Francia, es un bailarín y coreógrafo de danza contemporánea y hip-hop y el actual director del Centro Coreográfico Nacional de Créteil.

## Biografía
Originario de la comuna de Saint-Priest, Mourad comenzó a estudiar en la escuela de circo y practicar artes marciales antes de interesarse en el hip-hop en la década de 1990. El realiza talleres de danza con Delente Maryse, Jean-François Duroure y Josef Nadj, crea con Kader Attou la compañía Accrorap en 1989, y luego fundó su propia compañía en 1996 llamada Käfig, que significa jaula en árabe y en alemán, a fin de mezclar diferentes estilos de danza. El colabora frecuentemente con Josette Baïz, una exbailarina de Jean-Claude Gallotta para desarrollar su lenguaje contemporáneo. En 2003, el colabora con Kader Attou en la creación de Mekech Mouchkin - Y'a pas de problème en el marco del año de Argelia en Francia.
En 2006, el recibió el Premio SACD de nuevo talento coreográfico. A partir de 2006, la Compañía Käfig es residente en el Espace Albert Camus de Bron. EL 1 de septiembre de 2009, el toma la dirección del Centro Coreográfico Nacional de Créteil convirtiéndose en el segundo coreógrafo de hip-hop (con Kader Attou) a la cabeza de un CCN en Francia, en sucesión de Dominique Hervieu y José Montalvo.

## Principales coreografías
- 1994 : Athina, ballet majeur de la compagnie Accrorap
- 1996 : Käfig, ballet fondateur de la compagnie homonyme
- 1997 : Rendez-vous en collaboration avec Josette Baïz
- 1998 : Récital
- 1999 : Pas à Pas
- 2000 : Le Cabaret urbain
- 2001 : Dix Versions
- 2002 : Le Chêne et le Roseau
- 2003 : Mekech Mouchkin - Y'a pas de problème en collaboration avec Kader Attou
- 2003 : Corps est graphik
- 2004 : Mise en scène de La Cuisine d'Arnold Wesker en collaboration avec Claudia Stavisky
- 2006 : Terrain vague
- 2008 : Tricôté
- 2008 : Agwa
- 2009 : iD (cocréé avec le Cirque Éloize — Jeannot Painchaud)
- 2009 : Des chaussées (pour le Junior Ballet du CNSMDP)
- 2010 : Correría
- 2010 : Boxe boxe en collaboration avec le Quatuor Debussy
- 2012 : Yo Gee Ti
- 2012 : Käfig Brasil

## Premios y distinciones
- 2004 : Prix du meilleur jeune chorégraphe au Festival international de danse de Wolfsburg
- 2006 : Prix SACD
- 2006 : Trophée des « Lumières de la culture » - catégorie danse
- 2012 : Officier dans l'Ordre des arts et des lettres (nomination Chevalier en 2004)
- 2012 : Chevalier dans l'Ordre de la Légion d'honneur
- 2013 : Médaille d'honneur de la ville de Lyon